# 交響曲第76番 (ハイドン)
交響曲第76番 変ホ長調 Hob. I:76 は、フランツ・ヨーゼフ・ハイドンが1782年に作曲した交響曲。

## 作曲の経緯
本作が作曲された当時、ハイドンはイギリスで高い名声を誇っており、ハイドンをロンドンに招こうとする交渉は最初のイギリス訪問以前の1780年代はじめにも既にあり、ハイドンはロンドンでの演奏旅行のため、1782年に本作から第78番までの3曲の交響曲を作曲した。しかし、当時ハイドンを宮廷楽長として雇っていたニコラウス・ヨーゼフ・エステルハージがこのイギリス訪問に難色を示したため、結局この時のロンドン行きは実現しなかった。このため、本作から第78番までの3曲は『イギリス交響曲』とも呼ばれるが、後の全12曲ある『ロンドン交響曲』に比べるとずっと小規模である。
演奏旅行が中止された後、1783年にハイドンはパリの楽譜出版者であるシャルル＝ジョルジュ・ボワイエにこの3曲を売り、1784年にはロンドンのフォースター社にも売った。
本作は同時代の人々の間で非常に人気があり、好評を博した。また、後にイギリスの作曲家ロバート・シンプソンが1976年に自身の『交響曲第4番 変ホ長調』でこの曲を引用した。

## 楽器編成
| 木管         | 木管 | 金管         | 金管         | 打         | 打       | 弦              | 弦 |
| ------------ | ---- | ------------ | ------------ | ---------- | -------- | --------------- | -- |
| フルート     | 1    | ホルン       | 2            | ティンパニ | 0        | 第1ヴァイオリン | ●  |
| オーボエ     | 2    | トランペット | 0            | 他         |          | 第2ヴァイオリン | ●  |
| クラリネット | 0    | 他           |              | 他         | ヴィオラ | ●               |    |
| ファゴット   | 2    | 他           | チェロ       | 他         | ●        |                 |    |
| 他           |      | 他           | コントラバス | 他         | ●        |                 |    |

## 曲の構成
全4楽章、演奏時間は約20分。
- 第1楽章 アレグロ
変ホ長調、4分の3拍子、ソナタ形式。

- 第2楽章 アダージョ、マ・ノン・トロッポ
変ロ長調、4分の2拍子、ロンド形式風の変奏曲。
「cantabile」と書かれた、弦楽器のみによる穏やかな旋律が3回にわたって変奏曲風に演奏され（最後の1回は管楽器も加わり、カデンツァ風の部分を持つ）、その中間に短調の曲が2つ挟まるロンド形式のような形をしている。
最初の短調の部分は管楽器を主体とした静謐な音楽、第2の短調の部分は全奏による非常に激しい曲になっている。

- 第3楽章 メヌエット：アレグレット - トリオ 
変ホ長調、4分の3拍子。

- 第4楽章 フィナーレ：アレグロ、マ・ノン・トロッポ
変ホ長調、2分の2拍子（アラ・ブレーヴェ）、ソナタ形式。